# 오슬로 메트로
오슬로 메트로(노르웨이어: Oslo T-bane, 노르웨이어: Oslo Tunnelbane)는 오슬로의 도시 철도이며, 소유자 루테르의 위탁을 받아서 오슬로 T-반드리프트에서 운영한다. 총 6개의 노선이 있으며, 총 영업 거리는 80km이다. 2011년 1일 이용자 수는 약 222.000명이며, 총 95개의 역 중 16개 역은 지하나 실내에 있다. 오슬로의 15개 지역 및 베룸까지 운행한다.
처음으로 개업한 도시 철도 노선은 1898년 홀멘콜 선이며, 지선 뢰아 선이 1912년 개업하였다. 1928년 나시오날테아트레 역으로 가는 지하 역이 개업하였고, 이는 노르딕 국가 최초의 지하 철도이다. 1934년 송스반 선, 1942년 콜소스 선이 개업하였다. 1957년 외스텐셰 선이 도시 철도 기준으로 개축되고 람베르트세테르 선, 그로루드 선, 푸루세 선이 개통된 이후, 1966년 오슬로 동부에 T-반이 개통되었다. 1993년 도심을 지하로 지나고 모든 노선의 열차가 지나는 공용 터널이 개업하였고, 2006년에는 링 선이 개업하였다. 2006년부터 2010년까지 T1000 차량을 MX3000으로 대차하였다.

## 역사

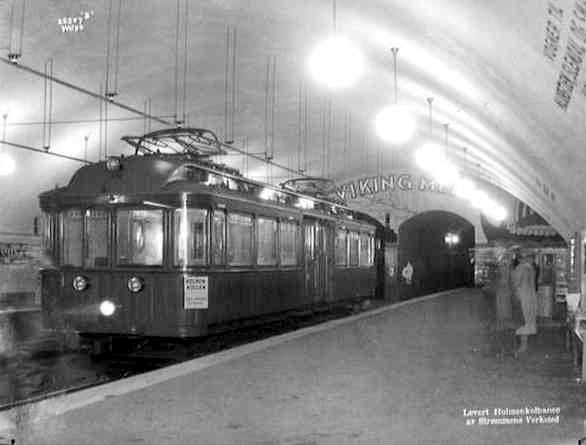
1928년 홀멘콜 선의 노면 전차, 나시오날테아트레 역

### 서부 교외 노선
1854년 호베드 선이 개통되면서 오슬로에 철도 교통이 보급되었다. 1872년 드람멘 선, 1879년 외스트폴 선이 개업하였다. 1875년 첫 말 노면 전차가 보급되었고 (KSS, Kristiania Sporveisselskab]), 1894년에는 전기 노면 전차가 보급되었다. (KES, Kristiania Elektriske Sporvei)
첫 교외 노면 전차 노선은 홀멘콜 선으로, 1898년 개업하였다. 다른 교외 노면 전차 노선처럼 도로와는 구분된 궤도를 사용하며, 간이 정류장 대신 역사를 지었기 때문에 오슬로의 첫 도시 철도로 구분된다. 다른 교외 노면 전차 노선과는 달리, 홀멘콜 선은 도심으로 연장되지 않았고 마요르스투엔 역에서 환승해야 했다. 1909년까지는 차폭 3.1m 광폭형 차량을 사용하지 않았다. 1912년 지선이 개업하였으며, 1916년에는 트뤼반으로 연장되었으며, 프롱네르스테렌부터는 화물용 단선이 설치되었다. 단선 구간은 1939년 철거되었다.

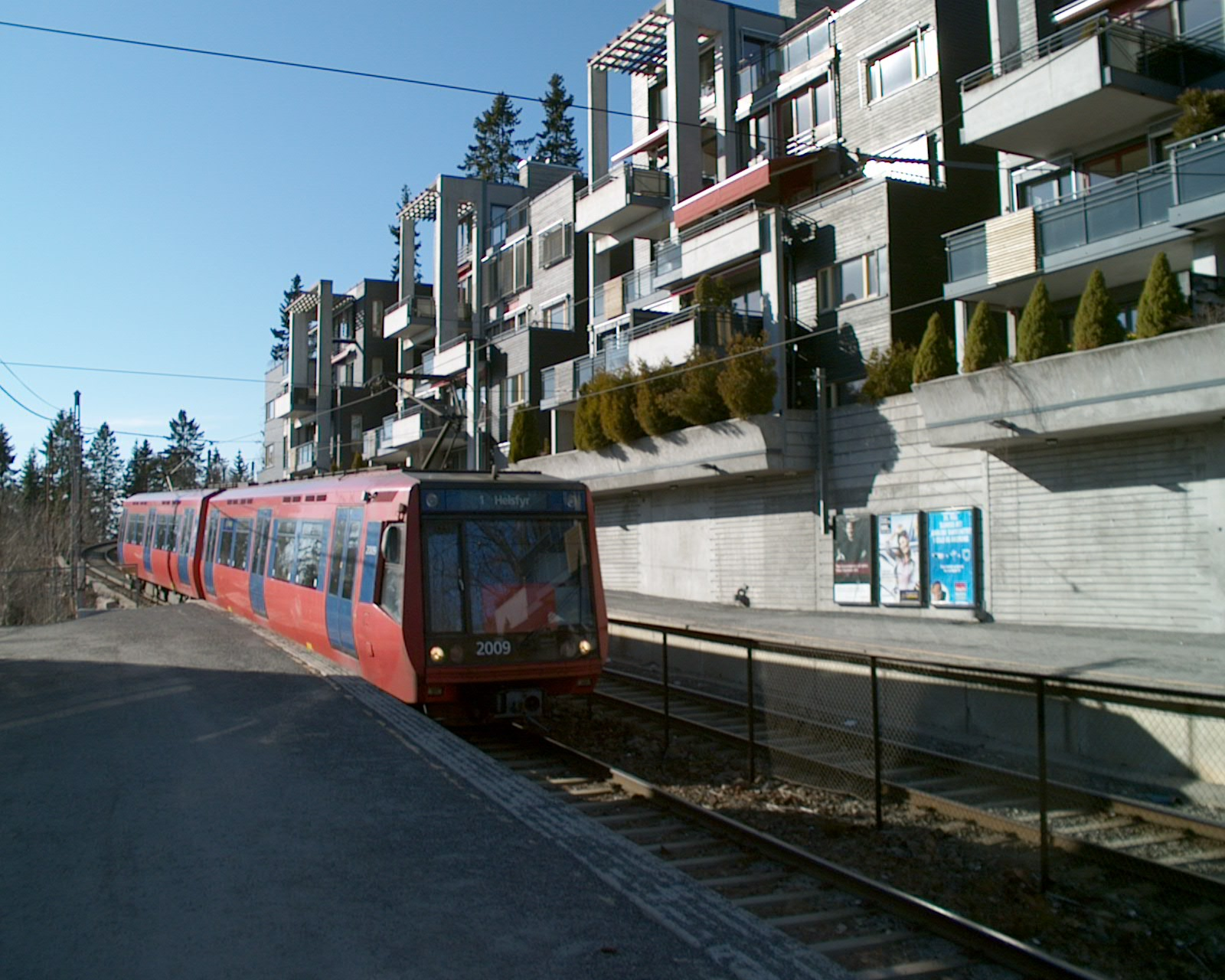
홀멘콜렌 역에 있는 T2000 열차

1912년 노르딕 국가 최초의 지하 철도 건설이 시작되었으며, A/S 홀멘콜바넨 측이 마요르스투엔부터 나시오날테아트레 역까지의 2 km 건설을 시작하였다. 이 노선은 1928년 개업하였으며, 중간역으로 발키리 플라스 역이 있었다.
교외 노선의 영업이 성공적이었기 때문에 스쾨옌 서측으로 연장하려는 계획을 세웠다. 1919년 릴레아케르 선이 릴레아케르 역까지 개통되었고, 1924년 아브뢰스 역, 1930년 콜소스 역까지 개통되었다. 1942년에는 야르 역부터 쇠르뷔하우겐 역까지가 개통되어, 야르부터 콜소스 경유 나시오날테아트레까지 운행 계통이 생겼다. 이와 함께 광폭 교외형으로 차량이 대차되었다. 이 운행 계통은 오슬로 스포르베이에르(Oslo Sporveier)에서 관할하였으며, 1924년 모든 노면 전차 회사를 매입해서 탄생하였다.
노선 건설 중 가옥 피해에 대한 보상금과, 예상보다 비싼 건설 비용 때문에 재정 상태에 큰 영향을 주었고, 1934년 아케르 시에서 주식을 매입하였으나, 1975년까지 오슬로 증권 거래소에서 주식이 거래되었다. 이 때까지 오슬로 스포르베이에르에서 대부분 교외 노선을 인수하였다.

### 도시 철도

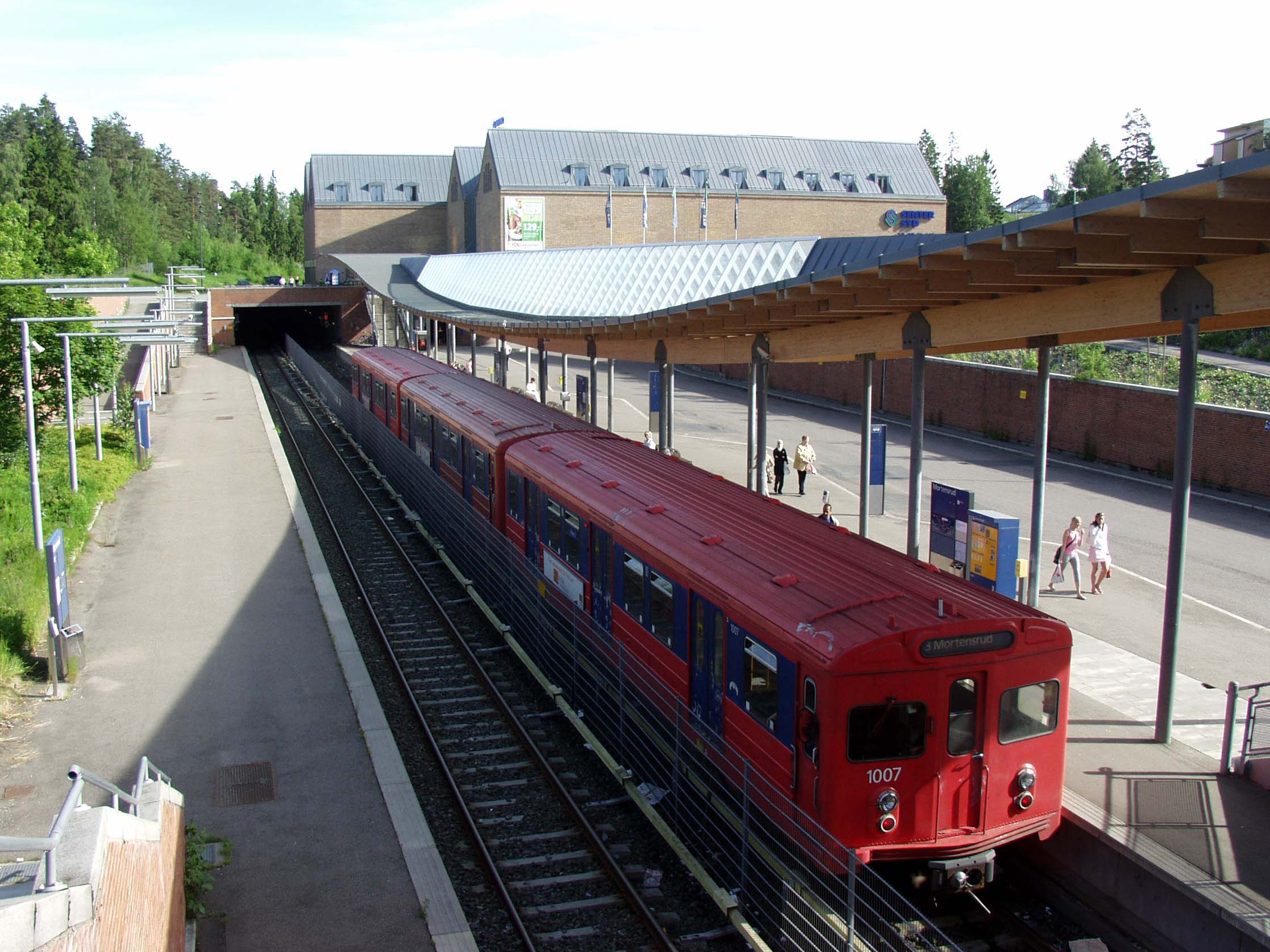
모르텐스루드 역에 있는 T1000

1912년 홀멘콜 선과 동일한 차량 폭을 사용하는 에케베리 선을 건설하면서 도시 철도 계획이 실행되었다. 도심부로 터널을 지으려고 하였으나, 공통 터널의 첫 구간에 들어간 막대한 비용 때문에 취소되었다. 제2차 세계 대전 이후 복구를 위한 계획의 일부로 T-바네 계획이 1949년 시작되었으며, 초기 계획은 1951년에 나왔고, 1954년 시 의회에서 오슬로 동부에 4개의 지선을 건설하기로 하였다. 노면 전차와는 달리 제3궤조로 전력을 공급받고, ATP와 차상 신호를 사용하며, 승강장은 6량 기준, 평면 건널목은 입체화하기로 하였다.
당시 동부에는 노면 전차 노선으로 에케베리 선(1919년 개통) 과 외스텐셰 선(1923년 개통) 이 있었고, 외스텐셰 선만 T-바네에 연결될 예정이었다. 북동쪽으로 그로루드 선, 동쪽으로 람베르트세테르 선, 남동쪽으로 푸루세 선을 짓기로 하였다. 이 지역은 오슬로의 새로운 교외 지역으로 개발될 예정이었고, 대중 교통이 공급되어야 했다. 교외 노선은 일단 기존의 노면 전차를 연장하는 식으로 건설하고, 중심으로 연결되는 터널을 나중에 건설하기로 했다. 람베르트세테르 선은 1957년 개통하였고, 외스텐셰 선은 1958년 뵐레르 역으로 연장되었다.
브륀셍 역부터 예른반토리 역까지 공통 터널이 개통된 이후, 1966년 5월 22일 도시 철도가 개통하였다. 예른반토리에트 역은 오슬로 센트랄 역 바로 옆에 있다. 같은 해 10월에는 그로루드 선이 그로루드 역까지 개통하였고, 외스텐셰 선은 스쿨레루드 역까지 연장된 이후 도시 철도에 연결되었다. 1970년 푸루세 선이 하우게루드 역까지 개통되었고, 1974년 트로스테루드까지 연장되었으며, 그로루드 선이 베스틀리 역까지 연강되었다. 1981년 푸루세 선은 엘링스루도센 역까지 연장되었다. 1964년부터 1978년까지 도시 철도용으로 T1000 차량이 도입되었으며, 3량 1편성으로 162량 도입되었다.

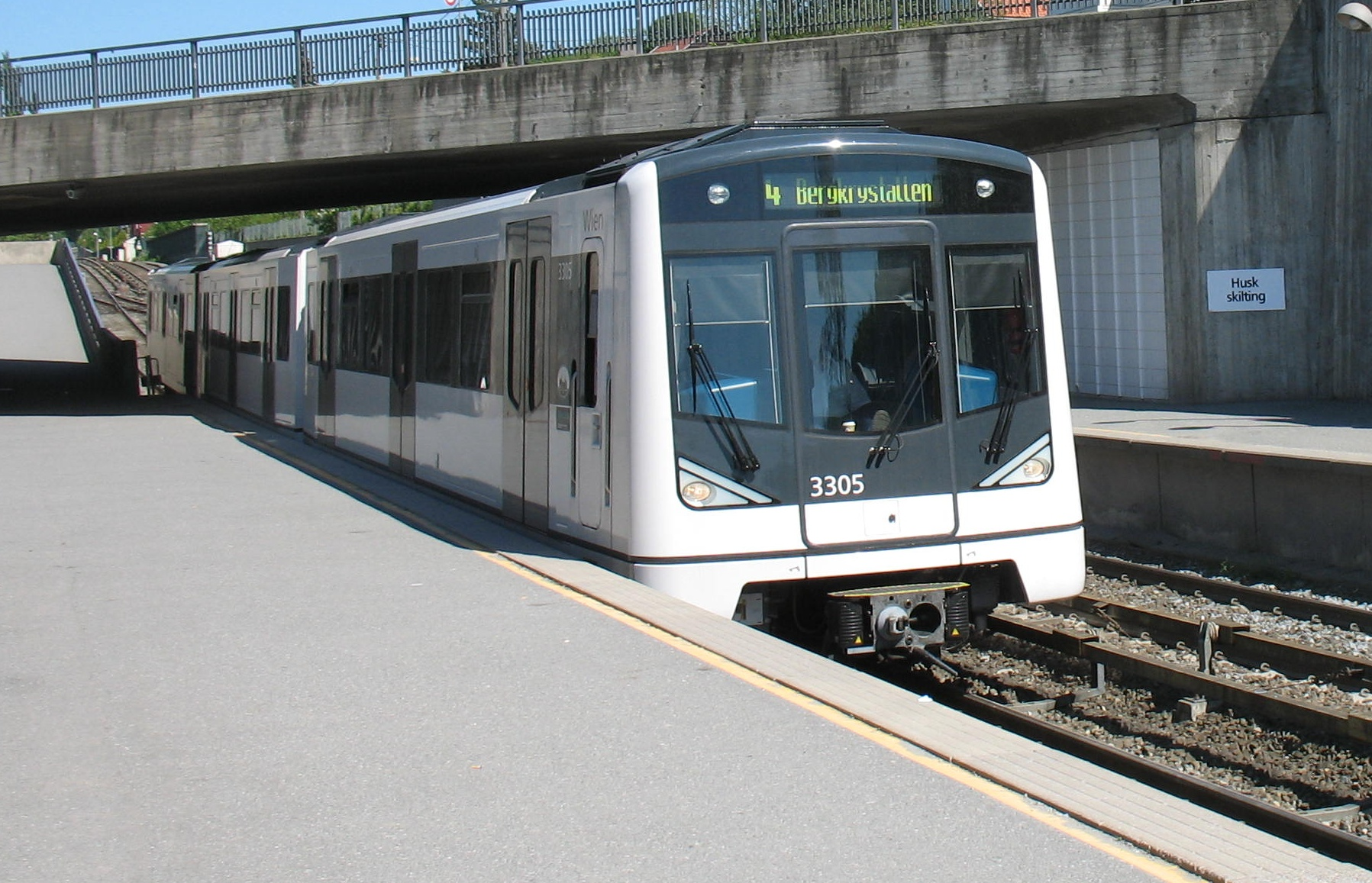
MX3000은 2006년부터 반입되었다.

### 공통 터널
동부 노선은 1977년 예른반토리 역부터 센트룸 역까지 연장되었으나, 센트룸 역은 누수 문제로 1983년 폐쇄되었다. 1987년 보수 공사를 끝내고 재개업하였을 때 서부 노선도 연장되어 스토르팅 역으로 개업하였다. 당시에는 신호와 전기 장비가 호환되지 않아서 바로 영업할 수는 없었다. 1993년 송스반 선이 도시 철도 기준으로 개축되고, 1995년 뢰아 선이 개축될 때까지 직결 운행은 불가능했다. 홀멘콜 선과 콜소스 선은 개축되지 않았으며, 각각 프뢰엔 역과 몬테벨로 역에서 가공 전차선으로 전환 가능한 제3궤조/가공 전차선 겸용 차량을 사용하였다. 서부 노선을 위하여 1978년부터 1981년까지 T1300 차량이 33량 도입되었으며, T1000 차량 중 16량을 추가로 개조하였다. 1994년 T2000 차량 12량이 도입되었다.
2003년 울레볼 역부터 스토로 역까지의 링 선이 개통하였다. 다음 해에 건축 공사로 인하여 그로루드 선의 터널이 붕괴되어, 12월까지 버스로 대행 운행하였다. 2006년 칼 베네르스 플라스 역까지 완공되어 순환선이 연결되었다. 이와 동시에 콜소스 선이 도시 철도 기준으로 개축되기 위해서 영업을 정지하였다. 2003년 두 지자체의 예산 분쟁으로 콜소스 선의 베룸 구간이 영업을 정지하였고, 약 1년동안 버스 대행 수송을 하다 재개업하였다. 두 지자체간 합의가 끝나지 않아서 시 경계를 기준으로 공사가 나뉘어 진행되었으며, 오슬로 쪽의 공사가 더 빨리 끝났다. 2006년부터 구형 차량을 대차하기 위한 MX3000이 도입되었다. 오슬로의 대중 교통 역사는 마요르스투엔에 있는 오슬로 노면 전차 박물관에 보존되어 있다.

## 운행 계통
| 번호 | 종점                                           | 노선                         | 역 수 |
| ---- | ---------------------------------------------- | ---------------------------- | ----- |
| 1    | 프로그네르세테렌 ↔ 헬스퓌르 (↔ 베리크뤼스탈렌) | 홀멘콜 선, 람베르트세테르 선 | 35    |
| 2    | 외스테로스 ↔ 엘링스루도센                      | 뢰아 선, 푸루세 선           | 26    |
| 3    | 송스반 ↔ 모르텐스루드                          | 송스반 선, 외스텐셰 선       | 27    |
| 4    | 링 선 ↔ 베리크뤼스탈렌                         | 링 선, 람베르트세테르 선     | 22    |
| 5    | 스토로 ↔ 베스틀리                              | 링 선, 그로루드 선           | 26    |
| 6    | 비에른슬레타 ↔ 링 선                           | 콜소스 선, 링 선             | 12    |

도시 철도 노선도

오슬로 메트로는 오슬로의 15개 지구 및 베룸으로 운행한다. 6개의 운행 계통이 있으며, 모든 운행 계통은 공통 터널을 경유하여 개별 지선으로 운행한다. 3개의 운행 계통은 링 선으로 운행하며, 람베르트세테르 선에는 두 종류의 운행 계통이 운행한다.
그로루드 선과 푸루세 선은 동북쪽으로 진행하며, 다른 두 동부 노선은 남쪽으로 진행한다. 서쪽의 노선 중에서는 홀멘콜 선과 송스반 선이 오슬로 북부로 진행하며, 링 선은 오슬로 북동부와 북서부를 연결한다. 콜소스 선과 뢰아 선은 베룸으로 깊게 들어간다. 각각 노선의 배차 간격은 15분이며, 늦은 저녁이나 주말 아침에는 30분까지 벌어진다. 오전 5시(주말에는 오전 6시)부터 다음날 밤 1시까지 운행한다. 5호선의 동쪽 구간에는 주중 오전 7시부터 오후 7시까지 7분 30초 간격으로 운행한다.

### 운임

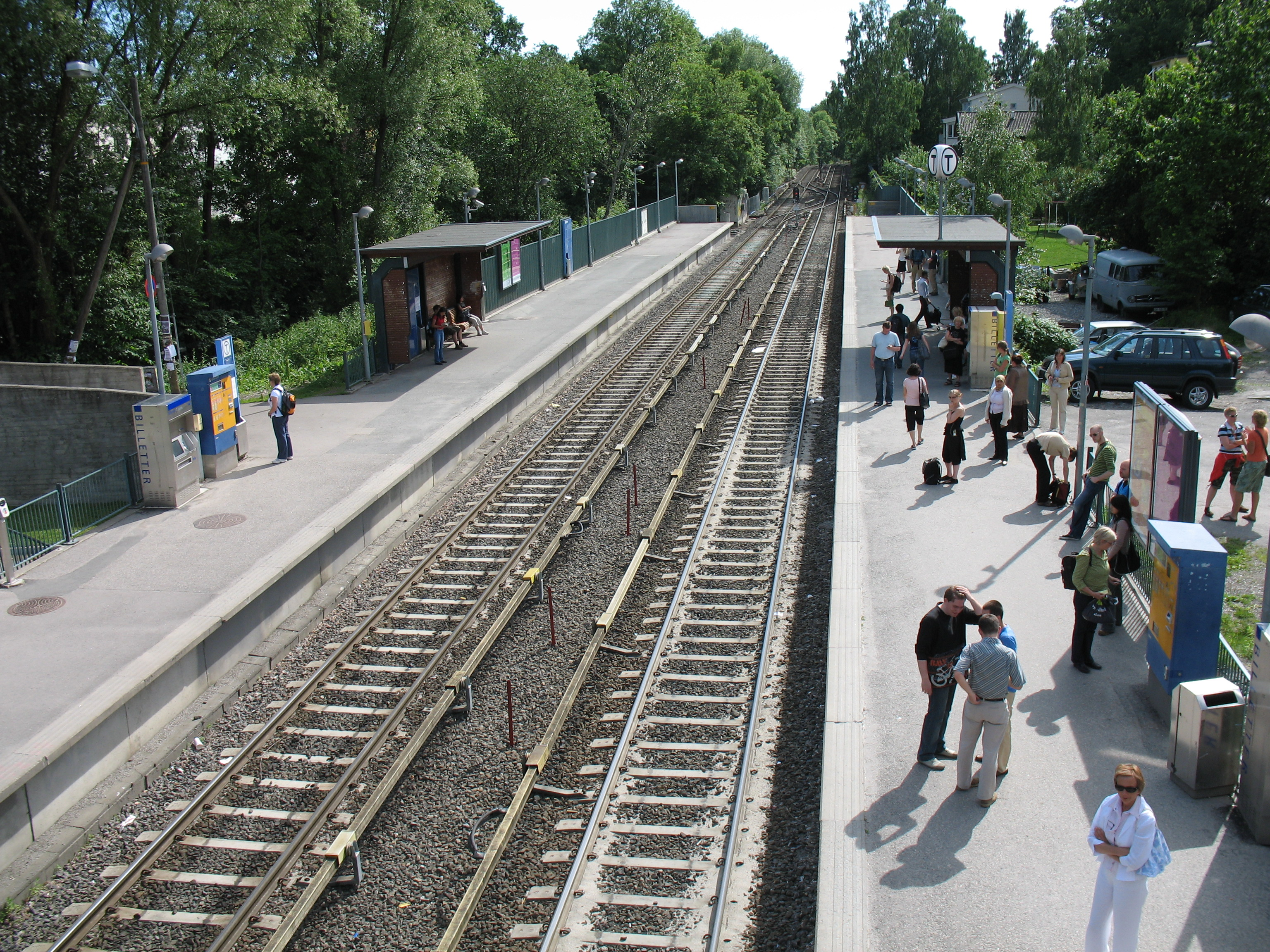
블린데른 역은 오슬로 대학교 근처에 있다.

도시 철도는 오슬로와 아케르스후스 대중 계통에 통합되어 있으며, 전체 관리는 루테르에서 담당한다. 하나의 표로 오슬로 노면 전차, 버스, 페리, NSB에서 운영하는 오슬로 통근 열차를 이용할 수 있다. 새로운 무선 승차권 시스템 플렉서스가 설치 중이다. 2010년 2월 1일 기준 단일 승차권 가격은 26크로네, 1개월 정기권은 570크로네이며, 시 경계 안에 있는 모든 대중 교통을 이용할 수 있으나, 외스테로스 선 및 콜소스 선의 베룸 구간을 이용할 경우 추가 요금이 필요하다. 올바른 승차권을 소지하지 않으면 750크로네 벌금이 부과된다.
오슬로 노면 전차는 총 6개의 노선이 있으며, 이 중 2개는 교외 노선이다. 노면 전차는 링 선 내부에서 운행하며, 도심부에서는 배차 간격이 짧고, 평균 속도는 낮지만 더 많이 정차한다. 노면 전차로 환승하는 주요 지점은 마요르스투엔 역, 예른반토리 역, 야르 역, 스토로 역, 포르스크닝스파르켄 역이다.
통근 열차는 오슬로에서 멀리 떨어진 교외로 나가며, 일부 통근 열차(특히 400, 500호선)는 오슬로 시내에서 도시 철도의 기능을 가지고 있다. 예른반토리 역과 나시오날테아트레 역에서 통근 열차로 갈아탈 수 있으며, 나시오날테아트레 역 쪽의 환승 거리가 더 짧다.

## 차량
도시 철도 기준으로 개축된 후 T1000 차량이 대량으로 반입되었다. 제3궤조 전용 파생형으로 T1부터 T4까지 146량이 있으며, 이 차량은 홀멘콜 선과 콜소스 선에 진입할 수 없었다. 2호선에서 3량이나 6량 편성(때때로 4량이나 5량 편성)으로 운행하였다. T5부터 T8까지의 파생형은 제3궤조와 가공 전차선 겸용으로, 1호선에서는 2량, 4/6호선에는 3량 1편성으로 운행하였다.
홀멘콜 선이 T-바네에 연결되었을 때에는 오래된 목재 차량을 사용하였다. 직결 운행을 위하여 제3궤조 및 가공 전차선 겸용 T2000 차량이 1993년에 반입되었다. 1호선에서 2량 1편성으로 운행되었고, 총 12량 반입되었다.
마지막 차량은 MX3000이며, T1000 차량을 대차할 예정이다. 2006년부터 반입이 시작되었으며, T1000/T2000 차량과는 다르게 흰색으로 도색되었다. 3량 1편성으로 83편성 주문하였으며, 이후 35편성 더 반입될 수도 있다.

## 같이 보기
- 지하철 목록

## 참조
- Nils Carl Aspenberg (1994). 《Trikker og forstadsbaner i Oslo》. Oslo: Baneforlaget. ISBN 82-91448-03-5.
- Bjerke, Thor/Holom, Finn (2004). 《Banedata 2004》. Oslo / Hamar: 노르웨이 철도 클럽 / 노르웨이 철도 박물관. ISBN 82-90286-28-7.